# Alcohol deshidrogenasa (quinona)
La alcohol deshidrogenasa (quinona) (EC 1.1.5.5, ADH tipo III, quinohemopterin alcohol deshidrogenasa asociada a membrana) es una enzima presente sólo en algunas especies de bacterias del ácido acético que cataliza la siguiente reacción química:

## Estructura y características
El nombre sistemático de esta enzima es alcohol:quinona oxidoreductasa. Sólo se ha descrito en bacterias acéticas, en las cuales se encuentra involucrada en la producción del ácido acético. Es una proteína asociada a membrana, al igual que su aceptor de electrones que es una ubiquinona de membrana. Un modelo estructural sugiere que, al igual que en otras alcohol deshidrogenasas del tipo quinoproteína, la subunidad catalítica de esta enzima posee una estructura similar a una hélice de ocho palas, con un calcio unido a la pirroloquinolina-quinona (PQQ) en el sitio activo y una estructura inusual en forma de anillo situada en proximidad a la PQQ. La subunidad catalítica posee además un grupo heme en el dominio C-terminal. No requiere de aminas como activadores, y posee una especificidad de sustrato bastante restringida, oxidando tan sólo a un par de alcoholes primarios (C2 a C6), algunos secundarios y escasos aldehídos, aunque no es capaz de oxidar al metanol.